# Judit Bognár
Pour les articles homonymes, voir Bognár.
Dans le nom hongrois Bognár Judit, le nom de famille précède le prénom, mais cet article utilise l’ordre habituel en français Judit Bognár, où le prénom précède le nom.
Judit Bognár (née le 28 janvier 1939 à Székesfehérvár et morte le 26 novembre 2011 à Budapest) est une athlète hongroise, spécialiste du lancer du poids et dans une moindre mesure du lancer du disque.

## Biographie

### Palmarès
| Date | Compétition                    | Lieu         | Résultat | Épreuve          | Performance |
| ---- | ------------------------------ | ------------ | -------- | ---------------- | ----------- |
| 1963 | Universiade                    | Porto Alegre | 2e       | Lancer du poids  | 15,47 m     |
| 1963 | Universiade                    | Porto Alegre | 3e       | Lancer du disque | 49,73 m     |
| 1964 | Jeux olympiques                | Tokyo        | 11e      | Lancer du poids  | 15,65 m     |
| 1965 | Universiade                    | Budapest     | 3e       | Lancer du poids  | 15,37 m     |
| 1966 | Jeux européens en salle        | Dortmund     | 5e       | Lancer du poids  | 15,90 m     |
| 1968 | Jeux olympiques                | Mexico       | 4e       | Lancer du poids  | 17,78 m     |
| 1971 | Championnats d'Europe          | Helsinki     | 8e       | Lancer du poids  | 17,33 m     |
| 1972 | Jeux olympiques                | Munich       | 11e      | Lancer du poids  | 18,23 m     |
| 1974 | Championnats d'Europe en salle | Göteborg     | 8e       | Lancer du poids  | 17,82 m     |

### Records
| Épreuve         | Performance | Lieu   | Date             |
| --------------- | ----------- | ------ | ---------------- |
| Lancer du poids | 18,23 m     | Munich | 7 septembre 1972 |